# Imperfect
În gramatică, imperfectul este o formă verbală temporală de trecut existentă în unele limbi. În limba română, de exemplu, este un timp numai al indicativului. În altele există la indicativ și la conjunctiv.
La ambele moduri, imperfectul exprimă un proces trecut fără limite precise în timp, în curs de desfășurare în momentul sau perioada la care se referă, care este anterior celui al vorbirii. Deseori, procesul exprimat de imperfect este unul durativ în raport de simultaneitate cu alt proces trecut, cel dintâi constituind un fond al celui din urmă. Exprimă implicit și aspectul imperfectiv la trecut.
La indicativ, pe lângă valoarea relativă când este în raport de simultaneitate cu alt proces în aceeași frază (ex. În timp ce mânca, a sunat telefonul), imperfectul mai are și valoare absolută, când celălalt proces nu este exprimat în aceeași frază, numit în acest caz imperfect narativ sau descriptiv, ex. Acolo locuiam în copilărie. Imperfectul mai are și altă valoare absolută, cea iterativă, adică exprimă un proces repetat în trecut, ex. Se certau mereu.
Imperfectul a existat în limba protoindo-europeană și a fost moștenit de limba protogreacă, apoi greacă veche (ex. ἐμάχοντο emachonto „luptau”); de limba protoslavă, apoi slavă veche și celelalte limbi slave în perioada lor veche, dintre care unele l-au păstrat. A existat și în limba latină, care l-a transmis limbilor romanice.

## În limbi romanice

### În limba latină

#### La indicativ
În această limbă, la indicativ, imperfectul este marcat de sufixul -bā- (în unele contexte fonetice scurtat la -ba-) între infinitivul fără -re și desinențe. Acestea sunt aceleași ca la prezentul indicativ, în afară de persoana I singular, la care desinența este -m.
Exemple de verbe regulate la diateza activă sunt:
| Persoana | Conjugarea I amāre „a iubi” | Conjugarea a II-a vidēre „a vedea” | Conjugarea a III-a dūcere „a conduce” | Conjugarea a III-a cu -iō la prezent capere „a prinde” | Conjugarea a IV-a sentīre „a simți” |
| -------- | --------------------------- | ---------------------------------- | ------------------------------------- | ------------------------------------------------------ | ----------------------------------- |
| I. sg.   | amābam                      | vidēbam                            | dūcēbam                               | capiēbam                                               | sentiēbam                           |
| II. sg.  | amābās                      | vidēbās                            | dūcēbās                               | capiēbās                                               | sentiēbās                           |
| III. sg. | amābat                      | vidēbat                            | dūcēbat                               | capiēbat                                               | sentiēbat                           |
| I. pl.   | amābāmus                    | vidēbāmus                          | dūcēbāmus                             | capiēbāmus                                             | sentiēbāmus                         |
| II. pl.  | amābātis                    | vidēbātis                          | dūcēbātis                             | capiēbātis                                             | sentiēbātis                         |
| III. pl. | amābant                     | vidēbant                           | dūcēbant                              | capiēbant                                              | sentiēbant                          |

Exemplu în propoziție: Herculēs stābulum sordidum pūrgābat „Hercule curăța grajdul murdar”.

#### La conjunctiv
Latina are și conjunctiv imperfect. Acesta se formează de la infinitivul cu vocala finală -e lungită, urmat de aceleași desinențe ca ale indicativului imperfect. Exemple:
| Persoana | Conjugarea I | Conjugarea a II-a docēre „a învăța pe cineva” | Conjugarea a III-a | Conjugarea a III-a cu -iō la prezent | Conjugarea a IV-a audīre „a auzi” |
| -------- | ------------ | --------------------------------------------- | ------------------ | ------------------------------------ | --------------------------------- |
| I. sg.   | amārem       | docērem                                       | dūcerem            | caperem                              | audīrem                           |
| II. sg.  | amārēs       | docērēs                                       | dūcerēs            | caperēs                              | audīrēs                           |
| III. sg. | amāret       | docēret                                       | dūceret            | caperet                              | audīret                           |
| I. pl.   | amārēmus     | docērēmus                                     | dūcerēmus          | caperēmus                            | audīrēmus                         |
| II. pl.  | amārētis     | docērētis                                     | dūcerētis          | caperētis                            | audīrētis                         |
| III. pl. | amārent      | docērent                                      | dūcerent           | caperent                             | audīrent                          |

Conjunctivul imperfect se folosește în unele tipuri de propoziții subordonate, de exemplu cele circumstanțiale de scop, atunci când predicatul propoziției principale este la un timp trecut, ex. Nāvigābam ut ad īnsulam venīrem „Navigam ca să ajung la insulă”.

### În limba română
Româna a moștenit din latină numai imperfectul indicativului. Este marcat de sufixul -a- la clasele de conjugare I și a IV-a cu infinitivul în -î, și de sufixul -ea- la conjugările a II-a, a III-a și a IV-a cu infinitivul în -i. Exemple:
| Persoana | Conjugarea I | Conjugarea a II-a | Conjugarea a III-a | Conjugarea a IV-a în -î | Conjugarea a IV-a în -i |
| -------- | ------------ | ----------------- | ------------------ | ----------------------- | ----------------------- |
| I. sg.   | adunam       | păream            | începeam           | coboram                 | iubeam                  |
| II. sg.  | adunai       | păreai            | începeai           | coborai                 | iubeai                  |
| III. sg. | aduna        | părea             | începea            | cobora                  | iubea                   |
| I. pl.   | adunam       | păream            | începeam           | coboram                 | iubeam                  |
| II. pl.  | adunați      | păreați           | începeați          | coborați                | iubeați                 |
| III. pl. | adunau       | păreau            | începeau           | coborau                 | iubeau                  |

Imperfectul românesc mai are și valori nespecifice. Una este cea de condițional perfect, ex. Dacă știam, veneam și eu. Alta este de condițional cu valoare de optativ prezent sau trecut, de atenuare a exprimării unei dorințe, ex. Voiam să te văd.

### În limba franceză

#### La indicativ
În franceză, imperfectul indicativ se formează, cu o singură excepție, de la radicalul formei de indicativ prezent, persoana I plural a verbelor de conjugarea I și a III-a, și de la radicalul, plus sufixul -iss- la această formă, a verbelor de conjugarea a II-a. La acestea se adaugă desinențe specifice. Exemple:
| Persoana | Conjugarea I nous chantons „cântăm” | Conjugarea a II-a nous finissons „sfârșim” | Conjugarea a III-a nous voulons „vrem” |
| -------- | ----------------------------------- | ------------------------------------------ | -------------------------------------- |
| I. sg.   | je chantais                         | je finissais                               | je voulais                             |
| II. sg.  | tu chantais                         | tu finissais                               | tu voulais                             |
| III. sg. | il/elle chantait                    | il/elle finissait                          | il/elle voulait                        |
| I. pl.   | nous chantions                      | nous finissions                            | nous voulions                          |
| II. pl.  | vous chantiez                       | vous finissiez                             | vous vouliez                           |
| III. pl. | ils/elles chantaient                | ils/elles finissaient                      | ils/elles voulaient                    |

Imperfectul indicativ are aceleași valori specifice ca cel românesc:
- Valoare relativă: Monsieur Legrand n'a pas pu participer à notre réunion, parce qu'il était en déplacement à l'étranger „Domnul Legrand nu a putut participa la ședința noastră, pentru că era în deplasare în străinătate”[6]. În unele subordonate, ca cea completivă directă, este în general obligatoriu acolo unde în română se folosește de regulă indicativul prezent: Ma mère me disait toujours que je devais faire des études pour être indépendant „Mama îmi spunea mereu că trebuie să fac studii ca să fiu independent[14].
- Valoare absolută descriptivă/narativă: Du haut de la colline, on apercevait un petit village dont les toits brillaient au soleil „Din vârful dealului se zărea un sătuc în care acoperișurile străluceau în soare”.
- Valoare absolută iterativă: Pendant les vacances, nous faisions toujours de longues balades à vélo „În vacanță făceam mereu plimbări lungi cu bicicleta”[6].

Ca valoare nespecifică, imperfectul mai exprimă, ca în română, o dorință sau o cerere în mod atenuat: Excusez-moi de vous déranger ; je voulais vous demander un renseignement „Scuzați-mă că vă deranjez; voiam să vă cer o informație.
Tot în mod nespecific, imperfectul se folosește obligatoriu în unele cazuri când în română se folosește condiționalul prezent:
- în propoziția circumstanțială condițională introdusă prin conjuncția si, dacă condiția se referă la prezent : Si nous avions une voiture, nous pourrions aller visiter les châteaux de la Loire „Dacă am avea o mașină, am putea merge să vizităm castelele de pe Loara”;
- în propoziția circumstanțială de mod comparativă introdusă prin comme si: Madame Rodier s'habille comme si elle avait vingt ans „Doamna Rodier se îmbracă ca și cum ar avea douăzeci de ani”;
- pentru exprimarea exclamativă a unei dorințe sau a unui regret introduse prin conjuncția si: Ah ! si j'étais plus jeune ! „Ah! de-aș fi mai tânăr(ă)!”.

#### La subjonctiv
Limba franceză are și subjonctiv (echivalent cu conjunctivul) imperfect. Se formează de la forma de indicativ perfect simplu, persoana I singular fără ultima literă (nepronunțată) a desinenței, plus sufixul -ss- (în afara persoanei a III-a singular), plus desinențele personale, și mai are ca marcă a modului, fiind totdeauna folosită, și conjuncția que. Exemple:
| Persoana | Conjugarea I je parlai „vorbii” | Conjugarea a II-a je finis „sfârșii” | Conjugarea a III-a cu -u- je voulus „vrui” | Conjugarea a III-a cu -i- je vis „văzui” |
| -------- | ------------------------------- | ------------------------------------ | ------------------------------------------ | ---------------------------------------- |
| I. sg.   | que je parlasse                 | que je finisse                       | que je voulusse                            | que je visse                             |
| II. sg.  | que tu parlasses                | que tu finisses                      | que tu voulusses                           | que tu visses                            |
| III. sg. | qu'il/elle parlât               | qu'il/elle finît                     | qu'il/elle voulût                          | qu'il/elle vît                           |
| I. pl.   | que nous parlassions            | que nous finissions                  | que nous voulussions                       | que nous vissions                        |
| II. pl.  | que vous parlassiez             | que vous finissiez                   | que vous voulussiez                        | que vous vissiez                         |
| III. pl. | qu'ils/elles parlassent         | qu'ils/elles finissent               | qu'ils/elles voulussent                    | qu'ils/elles vissent                     |

Acest timp se mai folosește numai în forma scrisă a registrului de limbă elevat, și în acesta practic numai la persoana a III-a singular, și numai cu valoare relativă, în unele tipuri de subordonate ale anumitor verbe la un timp trecut, ex. Le préfet de police ordonna que la foule se dispersât „Prefectul de poliție a ordonat ca mulțimea să se împrăștie”.

### În limba spaniolă

#### La indicativ
În spaniolă, imperfectul indicativ păstrează, la conjugarea I, sufixul -ba- din latină, dar are sufixul -í- la celelalte două conjugări. La verbele regulate se formează de la infinitiv fără -ar, -er, respectiv -ir. Exemple:
| Persoana | Conjugarea I cantar „a cânta” | Conjugarea a II-a comer „a mânca” | Conjugarea a III-a partir „a pleca” |
| -------- | ----------------------------- | --------------------------------- | ----------------------------------- |
| I. sg.   | cantaba                       | comía                             | partía                              |
| II. sg.  | cantabas                      | comías                            | partías                             |
| III. sg. | cantaba                       | comía                             | partía                              |
| I. pl.   | cantábamos                    | comíamos                          | partíamos                           |
| II. pl.  | cantabais                     | comíais                           | partíais                            |
| III. pl. | cantaban                      | comían                            | partían                             |

Valorile specifice ale imperfectului indicativ spaniol sunt aceleași ca în română:
- relativă: Sole tocaba el piano cuando su hermana entró en el salón „Sole cânta la pian când sora ei a intrat în salon”;
- descriptivă: Estaba enfermo „Eram/Era bolnav”;
- iterativă: Nos veíamos todas las semanas „Ne vedeam în fiecare săptămână”.

Se mai folosește și atenuativ (ex. Mire, quería decirle algo „Ascultați, doream să vă spun ceva”), precum și uneori în locul condiționalului prezent:
- în propoziție independentă: Yo que tú lo hacía „În locul tău aș face asta”[18];
- în propoziție principală, în registrul familiar, exprimând consecința îndeplinirii condiției exprimate de propoziția condițională: Si me ofrecieran el puesto lo aceptaba (= aceptaría – condițional prezent) „Dacă (ei) mi-ar oferi postul, l-aș accepta”[19].

#### La conjunctiv
Spaniola are de asemenea conjunctiv (numit subjuntivo) imperfect. Se formează de la persoana a III-a plural a perfectului simplu, fără -ron. Există două forme de conjunctiv imperfect:
Forma 1:
| Persoana | Conjugarea I cantaron „cântară” | Conjugarea a II-a comieron „mâncară” | Conjugarea a III-a partieron „plecară” |
| -------- | ------------------------------- | ------------------------------------ | -------------------------------------- |
| I. sg.   | cantara                         | comiera                              | partiera                               |
| II. sg.  | cantaras                        | comieras                             | partieras                              |
| III. sg. | cantara                         | comiera                              | partiera                               |
| I. pl.   | cantáramos                      | comiéramos                           | partiéramos                            |
| II. pl.  | cantarais                       | comierais                            | partierais                             |
| III. pl. | cantaran                        | comieran                             | partieran                              |

Forma 2:
| Persoana | Conjugarea I | Conjugarea a II-a | Conjugarea a III-a |
| -------- | ------------ | ----------------- | ------------------ |
| I. sg.   | cantase      | comiese           | partiese           |
| II. sg.  | cantases     | comieses          | partieses          |
| III. sg. | cantase      | comiese           | partiese           |
| I. pl.   | cantásemos   | comiésemos        | partiésemos        |
| II. pl.  | cantáseis    | comieseis         | partieseis         |
| III. pl. | cantasen     | comiesen          | partiesen          |

În spaniolă, acest timp este folosit tot în propoziție subordonată, dar nu numai în relație cu un verb regent la un timp trecut al acesteia, ci verbul regent poate fi și la condițional prezent, și atunci verbul la conjunctiv imperfect nu plasează procesul în trecut:
- subordonat anumitor verbe regente la un timp trecut, în propoziție completivă directă, pentru un proces trecut în raport de posterioritate cu primul: Esperaba que llamara/llamase pronto „Speram că va suna curând”[20];
- unui verb regent la un timp trecut, în propoziție de mod comparativă: Usted actuó como si no supiera nada „Dumneavoastră ați acționat ca și cum nu ați fi știut nimic”[21];
- subordonat unui verb regent la condițional prezent, în propoziție condițională: Si vinieras/vinieses conmigo, te lo contaría todo „Dacă ai veni cu mine, ți-aș povesti totul”[21].

### În limba italiană

#### La indicativ
În limba italiană, la cele trei clase de conjugare regulate, imperfectul indicativ se formează de la radicalul verbului, plus vocala caracteristică clasei de conjugare (-a-, -e-, respectiv -i-), plus sufixul -v-, urmașul sufixului din latină, plus desinențele personale. Exemple:
| Persoana | Conjugarea I parlare „a vorbi” | Conjugarea a II-a credere „a crede” | Conjugarea a III-a dormire „a dormi” | Conjugarea a III-a cu sufixul -isc- la prezent finire „a sfârși” |
| -------- | ------------------------------ | ----------------------------------- | ------------------------------------ | ---------------------------------------------------------------- |
| I. sg.   | parlavo                        | credevo                             | dormivo                              | finivo                                                           |
| II. sg.  | parlavi                        | credevi                             | dormivi                              | finivi                                                           |
| III. sg. | parlava                        | credeva                             | dormiva                              | finiva                                                           |
| I. pl.   | parlavamo                      | credevamo                           | dormivamo                            | finivamo                                                         |
| II. pl.  | parlavate                      | credevate                           | dormivate                            | finivate                                                         |
| III. pl. | parlavano                      | credevano                           | dormivano                            | finivano                                                         |

Valori:
- relativă: Guardavo la televisione quando c’è stato il terremoto „Mă uitam la televizor când a fost cutremurul”;
- descriptivă/narativă: Era mezzanotte, pioveva e la macchina correva silenziosa „Era miezul nopții, ploua și mașina rula fără zgomot”;
- iterativă: Prendevamo sempre il caffè alle 11.00 „(Noi) beam totdeauna cafeaua la ora 11”;
- atenuativă de cerere: Volevo (= vorrei – condițional prezent) delle rose „Aș dori niște trandafiri”;
- în fraze cu subordonată condițională referitoare la trecut, în limba vorbită, ca în română: Se andavi più piano non facevi l’incidente „Dacă mergeai mai încet, nu făceai accidentul”.

#### La conjunctiv
Conjunctivul imperfect se formează de la radicalul verbului, plus vocala caracteristică clasei de conjugare, plus sufixul -ss-, plus desinențele personale. Exemple:
| Persoana | Conjugarea I | Conjugarea a II-a | Conjugarea a III-a | Conjugarea a III-a cu sufixul -isc- la prezent |
| -------- | ------------ | ----------------- | ------------------ | ---------------------------------------------- |
| I. sg.   | parlassi     | credessi          | dormissi           | finissi                                        |
| II. sg.  | parlassi     | credessi          | dormissi           | finissi                                        |
| III. sg. | parlassi     | credessi          | dormissi           | finissi                                        |
| I. pl.   | parlassimo   | credessimo        | dormissimo         | finissimo                                      |
| II. pl.  | parlaste     | credeste          | dormiste           | finiste                                        |
| III. pl. | parlassero   | credessero        | dormissero         | finissero                                      |

Conjunctivul imperfect se folosește mai ales în propoziții completive directe exprimând procese din trecut simultane cu cele ale anumitor verbe regente la trecut, ex. Speravo che tu capissi „Speram că înțelegi”. Verbul regent poate fi și la condițional prezent, și atunci cel la conjunctiv imperfect exprimă un proces de realizat în viitor: Vorrei che voi parlaste con il capo „Aș vrea să vorbiți cu șeful”. Poate exprima și o condiție de care depinde realizarea unui proces în prezent: Compreresti una Rolls Royce, se avessi i soldi? „Ai cumpăra un Rolls Royce dacă ai avea bani?”.

## În limba engleză
Engleza exprimă valorile imperfectului cu mai multe forme verbale, distribuite în funcție de aceste valori și de natura procesului.
Acțiunile narative de aspect imperfectiv se exprimă cu forma numită past continuous „trecut continuu” sau past progressive „trecut progresiv”, format din verbul auxiliar be „a fi” la forma past simple „trecut simplu” și participiul prezent al verbului cu sens lexical, ex. At quarter to eleven I was walking home „La ora 11 fără un sfert, mergeam acasă”.
Stările descriptive referitoare la trecut cer mai degrabă folosirea formei past simple: My grandmother loved this house „Bunica mea iubea casa asta”. De altfel, past simple se folosește și pentru a exprima acțiuni trecute de aspect perfectiv, corespunzând în acest caz perfectului simplu sau perfectului compus din română.
Folosirea ca fond a altui proces trecut se exprimă tot cu past continuous: Tim was washing his hair when the doorbell rang „Tim se spăla pe cap când a sunat soneria de la ușă”.
Valoarea iterativă se exprimă prin mai multe mijloace:
- past continuous: Do you remember Mr Adams? He was always quoting Shakespeare „Îți aduci aminte de domnul Adams? Îl cita totdeauna pe Shakespeare”[25];
- construcția use „a avea obiceiul” la simple past + infinitiv cu marca to: I used to come here when I was a child „Veneam aici (de obicei) când eram copil”[26];
- construcția will la simple past + infinitiv fără to: Tom would always arrive late „Tom sosea totdeauna cu întârziere”»[26];

- simple past: The children always played in the garden „Copiii se jucau totdeauna în grădină”[27].

## În limbi slave
În, protoslavă, limbă neatestată, dar reconstituită, exista imperfectul. Toate limbile slave l-au moștenit și toate l-au păstrat o perioadă din istoria lor. Prima sa atestare se găsește în limba slavă veche. Majoritatea limbilor slave moderne, precum rusa, l-au pierdut, deoarece încă din protoslavă începuse să se dezvolte sistemul aspectelor imperfectiv și perfectiv. În limbile în care nu s-a păstrat, valorile imperfectului au fost preluate de timpul numit perfect al verbelor de aspect imperfectiv. Imperfectul s-a păstrat totuși în unele limbi, cel mai bine în limbile bulgară și macedoneană, ex. bg  Той се хилеше, щом го зърнеше отдалеч Toi se hileșe, ștom go zărneșe otdaleci „Zâmbea de cum îl vedea de departe”.
În limbile din diasistemul slav de centru-sud (BCMS) s-a păstrat de asemenea imperfectul, dar numai în beletristică. În vorbire, în limbajele științific, publicistic și administrativ, valorile sale sunt exprimate de timpul numit perfekt al verbelor imperfective. În aceste limbi, imperfect au numai verbele care oricum sunt imperfective, formându-se din radicalul lor, plus, în funcție de tipul de conjugare, un sufix, plus desinențe specifice. Există șapte sufixe la imperfect: cinci dintre ele sunt aceleași ca cele dinaintea sufixului de infinitiv -ti, iar două sunt specifice. De exemplu, verbul kopati „a săpa” are sufixul -a- și la imperfect, dar verbul hvaliti „a lăuda” are la infinitiv sufixul -i-, iar la imperfect sufixul -ja-. Aceste verbe se conjugă astfel la imperfect:
| I. sg.   | kopah   | hvaljah   |
| II. sg.  | kopaše  | hvaljaše  |
| III. sg. | kopaše  | hvaljaše  |
| I. pl.   | kopasmo | hvaljasmo |
| II. pl.  | kopaste | hvaljaste |
| III. pl. | kopahu  | hvaljahu  |

În aceste limbi, imperfectul are valorile:
- descriptivă/narativă: Stanovahu na kraju grada „Locuiau la marginea orașului”[31];
- iterativă: Proljeća dolažahu kasno „Primăverile veneau târziu”[32].